# دموشن دروگی
دموشن دروگی (به لهستانی:  Dmosin Drugi) یک روستا در لهستان است که در گمینا دموشن واقع شده‌است. دموشن دروگی ۳۵۰ نفر جمعیت دارد.